# Венгль
Венгль (фр. Wingles) — коммуна во Франции, регион О-де-Франс, департамент Па-де-Кале, округ Ланс, кантон Венгль. Расположена в 7 км к северу от Ланса, в 6 км от автомагистрали А21 "Рокада Миньер", на берегу канала Дёль.
Население (2018) — 8 754 человека.

## Достопримечательности
- Церковь Святого Ведаста, восстановленная после Первой мировой войны

## Экономика
Структура занятости населения:
- сельское хозяйство - 0,0 %
- промышленность - 21,2 %
- строительство - 4,4 %
- торговля, транспорт и сфера услуг - 37,5 %
- государственные и муниципальные службы - 36,9 %

Уровень безработицы (2017) — 22,1 % (Франция в целом — 13,4 %, департамент Па-де-Кале — 17,2 %). 

Среднегодовой доход на 1 человека, евро (2017) — 17 770 (Франция в целом — 21 110, департамент Па-де-Кале — 18 610).

## Демография
Динамика численности населения, чел.

## Администрация
Пост мэра Венгля с 2020 года занимает Себастьян Мессан (Sébastien Messent). На муниципальных выборах 2020 года возглавляемый им левый список победил во 2-м туре, получив 57,75 % голосов.
| Период | Период | Фамилия          | Партия                  | Примечания                                                                      |
| ------ | ------ | ---------------- | ----------------------- | ------------------------------------------------------------------------------- |
| 1971   | 1983   | Альбер Гуден     |                         | учитель, директор школы                                                         |
| 1983   | 2004   | Марсель Кабиддю  | Социалистическая партия | депутат Национального собрания, вице-президент Генерального совета департамента |
| 2004   | 2014   | Жерар Дассонваль | Социалистическая партия | учитель                                                                         |
| 2014   | 2020   | Мариз Луп-Рузе   | Социалистическая партия | учитель                                                                         |
| 2020   |        | Себастьян Мессан |                         |                                                                                 |